# Fotografija (Dino Merlin)
Fotografija je sedmi studijski album Dine Merlina iz 1995. godine u izdanju diskografske kuće "InTakt Records". Kompletan album je sniman u studiju InTakt Recordsa.

## Popis pjesama
| Broj | Pjesma                         | Autor                                   | Producent                    |
| ---- | ------------------------------ | --------------------------------------- | ---------------------------- |
| 1    | Fotografija                    | Dino Merlin                             | Dino Merlin                  |
| 2    | Ja potpuno trijezan umirem     | Dino Merlin                             | Dino Merlin                  |
| 3    | De facto fato                  | Dino Merlin                             | Dino Merlin                  |
| 4    | Ne zovi me na grijeh           | Dino Merlin, Džemaludin Latić           | Dino Merlin                  |
| 5    | Nemam ja onih osamnaest godina | Dino Merlin                             | Dino Merlin, Ante Toni Lasan |
| 6    | Kad sve ovo bude jučer         | Michael Jackson, Dino Merlin            | Dino Merlin                  |
| 7    | Merjema                        | Dino Merlin                             | Dino Merlin                  |
| 8    | Nedaj me nikome                | Marius Muller-Westernhagen, Dino Merlin | Dino Merlin                  |
| 9    | Paša moj solidni               | Luca Carboni, Dino Merlin               | Dino Merlin                  |
| 10   | Moja pjesma                    | Dino Merlin                             | Dino Merlin                  |

## Vanjske poveznice
- Službena web stranica Dine Merlina